# Список городов и общин Вировитицко-Подравинской жупании

Виротовицко-Подравинская жупания на карте Хорватии

Виротовицко-Подравинская жупания включает в себя 3 города и 13 общин, а общее количество её населённых пунктов составляет 188 наименований. Её административным центром служит город Вировитица, являясь также крупнейшей административной единицей жупании по численности населения.
Города и общины Хорватии сформировались в своём нынешнем виде в 1992 году в ходе переустройства административного-территориального устройства страны, когда были разделены существовавшие тогда более крупные общины. Они представляют собой административно-территориальные единицы второго уровня (после жупаний).
Право получить статус города в Хорватии имеют населённые пункты, имеющие население более 10.000 человек, при этом его имеют множество городов, не удовлетворяющих этому требованию, исходя из их исторического, экономического или географического значения. Помимо территории собственно города в образуемую им административно-территориальную единицу город (хорв. grad) входят прилежащие поселения, составляющие с ним единую социальную, экономическую и историческую общность. Хорватское законодательство определяет общины (хорв. općina) как местные органы самоуправления, которые создаются в районе, где несколько населённых пунктов представляют собой природное, экономическое и социальное образование, связанное общими интересами населения этого района.
В данном списке представлены города и общины Виротовицко-Подравинской жупании, их названия на хорватском языке, их площадь и население (по данным переписей 2001 и 2011 годов), географические координаты их административных центров, этнический состав (указаны народы, составляющие больше 1 % от населения общины по данным переписи 2011 года), список населённых пунктов общины с населением по данным переписи 2011 года, в примечаниях указаны ссылки на официальные сайты общин, а также на данные по численности населения населённых пунктов общин.

## Список городов и общин

### Города
| Название                    | Изображение | Площадь (км²) | Население (по годам переписи) | Население (по годам переписи) | Координаты                      | Этн. состав (2011)               | Населённые пункты (с численностью населения) | Карта | Прим.         |
| Название                    | Изображение | Площадь (км²) | 2001                          | 2011                          | Координаты                      | Этн. состав (2011)               | Населённые пункты (с численностью населения) | Карта | Прим.         |
| --------------------------- | ----------- | ------------- | ----------------------------- | ----------------------------- | ------------------------------- | -------------------------------- | --- | ----- | ------------- |
| Вировитица хорв. Virovitica |             | 178,49        | 22 618                        | 21 291                        | 45°50′01″ с. ш. 17°23′07″ в. д. | хорваты — 94,31 % сербы — 3,45 % | Список (10) - Вировитица — 14 688 - Голо-Брдо — 364 - Кория — 767 - Милановац — 1711 - Подгорье — 833 - Резовац — 1303 - Резовачке-Крчевине — 331 - Свети-Джюрадж — 564 - Чемерница — 653 - Ясенаш — 77                                                                                |       | [ 11 ] [ 12 ] |
| Ораховица хорв. Orahovica   |             | 123,67        | 5792                          | 5304                          | 45°31′44″ с. ш. 17°52′50″ в. д. | хорваты — 86,69 % сербы — 9,18 % | Список (13) - Биелевина-Ораховичка — 37 - Црквари — 128 - Долци — 286 - Доня-Пиштана — 239 - Дузлук — 163 - Горня-Пиштана — 5 - Карловац-Феричаначки — 12 - Кокочак — 14 - Магадиновац — 11 - Нова-Йошава — 182 - Ораховица — 3954 - Стара-Йошава — 240 - Шумедже — 33                 |       | [ 13 ] [ 14 ] |
| Слатина хорв. Slatina       |             | 166,75        | 14 819                        | 13 686                        | 45°42′07″ с. ш. 17°42′03″ в. д. | хорваты — 88,35 % сербы — 9,16 % | Список (15) - Бакич — 537 - Бисстрица — 165 - Дони-Меляни — 259 - Голенич — 22 - Горни-Михоляц — 304 - Иванбриег — 30 - Козице — 511 - Лукавац — 99 - Марково — 131 - Мединци — 200 - Нови-Сенковац — 301 - Радосавци — 99 - Сладоевачки-Луг — 90 - Сладоевци — 730 - Слатина — 10 208 |       | [ 15 ] [ 16 ] |

### Общины
| Название                              | Изображение | Площадь | Население (по годам переписи) | Население (по годам переписи) | Координаты                      | Этн. состав (2011)                               | Населённые пункты (с численностью населения) | Карта | Прим.         |
| Название                              | Изображение | Площадь | 2001                          | 2011                          | Координаты                      | Этн. состав (2011)                               | Населённые пункты (с численностью населения) | Карта | Прим.         |
| ------------------------------------- | ----------- | ------- | ----------------------------- | ----------------------------- | ------------------------------- | ------------------------------------------------ | --- | ----- | ------------- |
| Вочин хорв. Voćin                     |             | 295,80  | 2421                          | 2382                          | 45°37′13″ с. ш. 17°32′47″ в. д. | хорваты — 90,13 % сербы — 8,86 %                 | Список (21) - Бокане — 215 - Вочин — 1191 - Горне-Кусоне — 13 - Горни-Меляни — 15 - Джюричич — 0 - Добрич — 0 - Доне-Кусоне — 5 - Кометник-Зубичи — 28 - Кометник-Йоргичи — 26 - Кузма — 0 - Лисичине — 0 - Мацуте — 33 - Мачковац — 47 - Ново-Кусоне — 22 - Поповац — 0 - Риенци — 5 - Секулинци — 7 - Смуде — 15 - Хум — 90 - Хум-Варош — 47 - Чералие — 623                                                                       |       | [ 17 ] [ 18 ] |
| Градина хорв. Gradina                 |             | 120,90  | 4485                          | 3850                          | 45°51′16″ с. ш. 17°30′41″ в. д. | хорваты — 89,01 % сербы — 8,36 % венгры — 1,14 % | Список (11) - Бачевац — 370 - Брезовица — 595 - Будаковац — 257 - Владимировац — 62 - Градина — 916 - Детковац — 307 - Жлебина — 315 - Липовац — 312 - Луг-Градински — 72 - Нови-Градац — 167 - Рушани — 477 |       | [ 19 ] [ 20 ] |
| Зденци хорв. Zdenci                   |             | 84,88   | 2235                          | 1904                          | 45°34′59″ с. ш. 17°57′06″ в. д. | хорваты — 89,86 % сербы — 8,30 %                 | Список (9) - банковци — 124 - Грудняк — 13 - Доне-Предриево — 106 - Дуга-Меджя — 196 - Зденци — 930 - Зоков-Гай — 133 - Кутови — 176 - Обрадовци — 56 - Славонске-Баре — 170 |       | [ 21 ] [ 22 ] |
| Лукач хорв. Lukač                     |             | 83,23   | 4276                          | 3634                          | 45°52′26″ с. ш. 17°25′08″ в. д. | хорваты — 92,79 % сербы — 5,39 %                 | Список (12) - Брезик — 213 - Будровац-Лукачки — 138 - Велико-Поле — 341 - Горне-Базье — 498 - Дуго-Село-Лукачко — 570 - Зринь-Лукачки — 129 - Капела-Двор — 259 - Катинка — 41 - Лукач — 443 - Рит — 38 - Терезино-Поле — 269 - Турановац — 695 |       | [ 23 ] [ 24 ] |
| Миклеуш хорв. Mikleuš                 |             | 35,29   | 1701                          | 1464                          | 45°36′46″ с. ш. 17°48′33″ в. д. | хорваты — 91,60 % сербы — 6,22 %                 | Список (5) - Балинци — 70 - Борик — 326 - Миклеуш — 840 - Четековац — 213 - Чойлуг — 15 |       | [ 25 ] [ 26 ] |
| Нова-Буковица хорв. Nova Bukovica     |             | 76,43   | 2096                          | 1771                          | 45°39′42″ с. ш. 17°46′17″ в. д. | хорваты — 84,53 % сербы — 13,83 %                | Список (8) - Бьелковац — 52 - Брезик — 158 - Буковачки-Антуновац — 198 - Горне-Вилево — 31 - Добрович — 128 - Доня-Буковица — 85 - Милевци — 317 - Нова-Буковица — 802 |       | [ 27 ] [ 28 ] |
| Питомача хорв. Pitomača               |             | 158,14  | 10 465                        | 10 059                        | 45°56′51″ с. ш. 17°13′55″ в. д. | хорваты — 98,62 %                                | Список (12) - Велика-Чрешневица — 515 - Грабровница — 405 - Диневац — 458 - Кладаре — 467 - Крижница — 128 - Мала-Чрешневица — 199 - Отрованец — 624 - Питомача — 5646 - Седларица — 363 - Стари-Градац — 674 - Староградачки-Мароф — 247 - Турнашица — 333 |       | [ 29 ] [ 30 ] |
| Сопье хорв. Sopje                     |             | 117,80  | 2750                          | 2320                          | 45°48′07″ с. ш. 17°44′44″ в. д. | хорваты — 92,46 % сербы — 6,25 %                 | Список (11) - Вашка — 315 - Вишница — 0 - Горне-Предриево — 86 - Грабич — 122 - Йосипово — 281 - Капинци — 186 - Нова-Шаровка — 250 - Новаки — 349 - Сопье — 524 - Сопьянска-Греда — 35 - Шпанат — 172 |       | [ 31 ] [ 32 ] |
| Сухополе хорв. Suhopolje              |             | 166,70  | 7524                          | 6683                          | 45°48′03″ с. ш. 17°29′49″ в. д. | хорваты — 85,11 % сербы — 11,42 %                | Список (23) - Борова — 710 - Буданица — 107 - Букова — ? - Велика-Трапинска — 25 - Гачиште — 221 - Гвозданска — 34 - Дворска — 15 - Жирославле — 74 - Жубрица — 111 - Звонимирово — 112 - Левиновац — 188 - Мала-Трапинска — 62 - Наудовац — 146 - Орешац — 389 - Пепелана — 116 - Пивница-Славонска — 53 - Пчелич — 407 - Родин-Поток — 56 - Совьяк — 13 - Сухополе — 2696 - Трнава-Цабунска — 42 - Цабуна — 787 - Югово-Поле — 319 |       | [ 33 ] [ 34 ] |
| Црнац хорв. Crnac                     |             | 79,13   | 1772                          | 1456                          | 45°41′35″ с. ш. 17°56′18″ в. д. | хорваты — 91,69 % сербы — 7,28 %                 | Список (10) - Брештановци — 153 - Велики-Растовац — 238 - Жабняча — 9 - Кривая-Пустара — 3 - Мали-Растовац — 54 - Милановац — 54 - Ново-Петрово-Поле — 164 - Старо-Петрово-Поле — 182 - Суха-Млака — 105 - Црнац — 494 |       | [ 35 ] [ 36 ] |
| Чачинци хорв. Čačinci                 |             | 145,02  | 3308                          | 2802                          | 45°36′00″ с. ш. 17°52′29″ в. д. | хорваты — 90,94 % сербы — 7,24 %                 | Список (12) - Брезовляни-Войловички — 50 - Буквик — 199 - Войловица — 18 - Крайна — 15 - Краскович — 0 - Паушинци — 168 - Прекорачани — 0 - Пушина — 33 - Раино-Поле — 30 - Статински-Дреновац — 50 - Хумляни — 129 - Чачинци — 2110 |       | [ 37 ] [ 38 ] |
| Чаджавица хорв. Čađavica              |             | 90,60   | 2394                          | 2009                          | 45°44′34″ с. ш. 17°51′20″ в. д. | хорваты — 90,39 % сербы — 8,16 %                 | Список (10) - Вранешевци — 152 - Доне-Базие — 148 - Звонимировац — 253 - Илмин-Двор — 53 - Носковачка-Дубрава — 59 - Носковци — 195 - Старин — 80 - Чаджавица — 678 - Чаджявички-Луг — 277 - Шашево — 114 |       | [ 39 ] [ 40 ] |
| Шпишич-Буковица хорв. Špišić Bukovica |             | 107,94  | 4733                          | 4221                          | 45°51′28″ с. ш. 17°17′53″ в. д. | хорваты — 99,03 %                                | Список (7) - Бушетина — 815 - Вукосавлевица — 679 - Лозан — 440 - Нови-Антуновац — 101 - Округляча — 272 - Роговац — 228 - Шпишич-Буковица — 1686 |       | [ 41 ] [ 42 ] |